# Sopot Festival 1979
Sopot Festival 1979 – 19. edycja Międzynarodowego Festiwalu Piosenki i zarazem 3. edycja Międzynarodowego Festiwalu Interwizji. Wydarzenie miało miejsce w Operze Leśnej w dniach 22–25 sierpnia 1979 roku. Konkurs prowadzili Irena Dziedzic i Jacek Bromski. Wygrał Czesław Niemen z piosenką „Nim przyjdzie wiosna”.

## Grand Prix
Nagrodę „Grand Prix Festiwalu Interwizji” otrzymał Czesław Niemen, który zaśpiewał piosenkę „Nim przyjdzie wiosna”. Natomiast w konkursie wytwórni fonograficznych, wyróżnieniem „Grand Prix du Disque” uhonorowana została grecka piosenkarka Bessy, która przedstawiła interpretację utworu „Ludzkie gadanie”.
Niemen oprócz Grand Prix otrzymać miał także pełnomorski jacht, który umieszczony był w centralnym punkcie Opery Leśnej jako istotny element scenografii. Ta nagroda rzeczowa jednak nigdy nie trafiła do artysty, który się o nią również nie dopominał. W finale konkursu gościnnie wystąpił zespół Boney M., który zaśpiewał przeboje, takie jak m.in. „Gotta Go Home”, „Rasputin”, „Daddy Cool”, „Hooray! Hooray! It’s a Holi-Holiday”, „Rivers of Babylon” oraz „Ma Baker”.

## Konkurs Wytwórni Fonograficznych (półfinał)
|    | Kraj            | Język      | Wykonawca          | Tytuł                      | Miejsce | Punkty |
| -- | --------------- | ---------- | ------------------ | -------------------------- | ------- | ------ |
| 01 | Belgia          | francuski  | Art Sullivan       |                            | 9       | 8      |
| 02 | Wielka Brytania | polski     | Black Lace         | „Życie jest jakie jest”    | 5       | 47     |
| 03 | Bułgaria        | angielski  | Margarita Chranowa | „Balkanton”                | 2       | 68     |
| 04 | Hiszpania       | hiszpański | Maruca             |                            | 8       | 26     |
| 05 | Kanada          | francuski  | Bob Van Dyke       |                            | 9       | 8      |
| 06 | Francja         | polski     | Christy Caro       | „Kochać znaczy żyć”        | 4       | 54     |
| 07 | Finlandia       | fiński     | Greger             | „Sain kauniin maan”        | 9       | 8      |
| 08 | Szwecja         | szwedzki   | Ted Gardestad      |                            | 9       | 8      |
| 09 | Szwecja         | szwedzki   | Brian Champman     |                            | 9       | 8      |
| 10 | Wielka Brytania | angielski  | Patti Boulaye      | „You Stepped into My Live” | 3       | 61     |
| 11 | Grecja          | polski     | Bessy              | „Ludzkie gadanie”          | 1       | 82     |
| 12 | Belgia          | francuski  | Gaby Lang          |                            | 9       | 8      |
| 13 | Czechosłowacja  | czeski     | Petra Janu         |                            | 7       | 33     |
| 14 | Polska          | polski     | Hanna Banaszak     | „Z biegiem lat”            | 6       | 40     |

## Jury Konkursu Wytwórni Fonograficznych
- Bułgaria: Georgi Ganew
- Kuba: Miguel Patterson
- Czechosłowacja: Vaclav Zahradnik
- Polska: Henryk Debich, Dariusz Retelski
- Grecja: Takis Cambas
- Hiszpania: Augusto Alguero
- ZSRR: Genadi Elecki
- Jugosławia: Armando Moreno

## Finał (dzień międzynarodowy)
|    | Kraj           | Język       | Wykonawca                         | Tytuł                   | Miejsce | Punkty |
| -- | -------------- | ----------- | --------------------------------- | ----------------------- | ------- | ------ |
| 01 | Belgia         | francuski   | Pierre Rapsat                     |                         | 10      | 17     |
| 02 | Portugalia     | portugalski | Gabriela Schaaf                   | „Eu Só Quero”           | 12      | 6      |
| 03 | Bułgaria       | bułgarski   | Stefka Berowa i Jordan Marczinkow |                         | 10      | 17     |
| 04 | Rumunia        | rumuński    | Mirabela Dauer                    | „Darul copiilor”        | 8       | 23     |
| 05 | Czechosłowacja | czeski      | Lenka Filipova                    | „Vyjdi ven”             | 6       | 38     |
| 06 | Węgry          | węgierski   | Zsuzsa Cserháti                   | „Különös szilveszter”   | 3       | 62     |
| 07 | Finlandia      | fiński      | Ritva Oksanen                     | „Tuulessa soitto sousi” | 9       | 21     |
| 08 | ZSRR           | rosyjski    | Jaak Joala                        | „Подберу музыку”        | 4       | 56     |
| 09 | Hiszpania      | hiszpański  | Red de San Luis                   | „Toros en México”       | 2       | 66     |
| 10 | NRD            | niemiecki   | Michael Hansen & Nancies          | „Sommer, komm wieder”   | 5       | 38     |
| 11 | Kuba           | hiszpański  | Annia Linares                     | „Remedio”               | 11      | 13     |
| 12 | Polska         | polski      | Czesław Niemen                    | „Nim przyjdzie wiosna”  | 1       | 82     |
| 13 | Monako         | francuski   | Chems                             |                         | 7       | 25     |

## Jury Interwizji
- Bułgaria: Atanas Kosew
- Polska: Zbigniew Napierała, Barbara Pietkiewicz, Jerzy Gruza
- Czechosłowacja: Igor Wasserberger
- Finlandia: Jarmo Porola
- Rumunia: Titus Muntenau
- NRD: Dieter Walter
- Węgry: Peter Modos
- ZSRR: W.G.Ternioloski

|            | Głosy w finale                                             |    |    |                |           |    |    |    |    |    |
| PUNKTY     | Razem                                                      |    |    | Czechosłowacja | Finlandia |    |    |    |    |    |
| Uczestnicy | Belgia                                                     | 17 | –  | 3              | 3         | 4  | 2  | 3  | 2  | –  |
| Uczestnicy | Portugalia                                                 | 6  | 1  | –              | –         | –  | –  | –  | 1  | 3  |
| Uczestnicy | Bułgaria                                                   | 17 | 12 | –              | –         | 0  | 5  | 0  | –  | –  |
| Uczestnicy | Rumunia                                                    | 23 | 5  | –              | 1         | –  | 12 | –  | 6  | 0  |
| Uczestnicy | Czechosłowacja                                             | 38 | –  | 6              | 12        | 5  | 0  | 5  | 4  | 6  |
| Uczestnicy | Węgry                                                      | 62 | 7  | 8              | 2         | 7  | 7  | 7  | 12 | 7  |
| Uczestnicy | Finlandia                                                  | 21 | –  | 4              | 2         | 12 | –  | 2  | –  | 1  |
| Uczestnicy | ZSRR                                                       | 56 | 6  | 7              | 6         | 6  | 6  | 6  | 7  | 12 |
| Uczestnicy | Hiszpania                                                  | 66 | 8  | 10             | 8         | 8  | 8  | 8  | 8  | 8  |
| Uczestnicy | NRD                                                        | 38 | 4  | 5              | 5         | 3  | 1  | 12 | 3  | 5  |
| Uczestnicy | Kuba                                                       | 13 | 3  | 1              | –         | 1  | 3  | 1  | –  | 4  |
| Uczestnicy | Polska                                                     | 82 | 10 | 12             | 10        | 10 | 10 | 10 | 10 | 10 |
| Uczestnicy | Monako                                                     | 25 | 2  | 2              | 4         | 2  | 4  | 4  | 5  | 2  |
| Uczestnicy | Kraje w tabeli są uporządkowane w kolejności występowania. |    |    |                |           |    |    |    |    |    |